# Rouslan Guelaïev
Rouslan (Hamzat) Guelaïev (russe : Руслан (Хамзат) Гелаев), né en 1964 et mort le 28 février 2004, est un important chef du mouvement séparatiste tchétchène. Il eut un important rôle militaire et politico-religieux entre 1994 et 2004.
Guelaïev était considéré comme étant un abrek (en) ; il était connu dans la région pour sa férocité et son courage au combat, ce qui lui attira le respect, parfois même jusque dans le camp ennemi. La direction des opérations dont il eut la charge le mena hors des frontières de Tchétchénie, et même hors de la fédération de Russie, se rendant en Géorgie où il avait déjà combattu lors de la guerre d'Abkhazie en 1993. Les Russes le surnommèrent « l'ange noir » (Чёрный ангел), surnom qu'il utilisait comme indicatif lors de ses communications radio. Il est à la tête des forces géorgio-tchétchènes lors de la crise de Kodori de 2001.
Résolument hostile aux islamistes, son prestige ne fut aucunement écorné par les troubles qui agitèrent la Tchétchénie entre les deux guerres. Durant la guerre avec la Russie, le barde Timour Moutsouraev écrit une chanson dédiée à l'unité de Guelaïev, "Gelaïevski spetsnaz!" (Гелаевский спецназ!), qui est devenue populaire en Tchétchénie.
Il fut abattu par une patrouille russe de garde-frontières daguestanis alors qu'il tentait seul de franchir la frontière près de Bejta, le 28 février 2004.
Son fils, Roustam Guelaïev, 24 ans, est tué en Syrie en août 2012 alors qu'il combattait aux côtés des opposants au régime de Bachar el-Assad.